# Castello di Harburg
Il castello di Harburg, in tedesco Burg Harburg o Schloss Harburg, è un castello complesso medioevale dell’XI/XII secolo. Originariamente era un castello dello Staufer e apparteneva alla famiglia principesca di Oettingen-Wallerstein. Dal 2000 il castello appartiene alla Fondazione Culturale del Principe di Oettingen-Wallerstein, che ha la missione di preservare il castello per il presente e il futuro.

## Posizione geografica
In alto sopra la valle del Wörnitz, su un ripido sperone di montagna che scende su tre lati all’ingresso sud-orientale del Cratere di Nördlingen sulla Strada romantica si trova il castello. Il complesso del castello è sorto senza alcun legame con un antico insediamento valligiano, un’operazione estremamente rara nell’Alto Medioevo. Solo dopo il castello si sviluppò l’insediamento, l’odierna città di Harburg, sullo stretto fondovalle tra il fiume Wörnitz e la rocca del castello. L'ampia area del castello è lunga 220 metri e larga 120 metri, a dimostrazione che la fortificazione apparteneva, secondo il suo tipo, ad un gruppo di centri signorili costruiti nel paese ad est del Reno a partire dal IX secolo. Le enormi dimensioni del castello possono anche suggerire la rivitalizzazione di un castello preistorico.

## Storia
La prima menzione scritta del Castello di Harburg deriva dalla citazione del Cuno de Horburc nelle fonti per la fondazione del convento benedettino di Berchtesgaden al più tardi intorno al 1100. Cuno di Harburg era fratellastro del fondatore del convento Berchtesgaden, Berengario di Sulzbach, e apparentemente proprietario della Harburg alla fine dell’XI secolo.
La prima menzione del castello stesso risale al 1150. In quel periodo, il tredicenne Enrico Berengario, figlio e co-re del re Corrado III e di Gertrude di Sulzbach, scrisse una lettera a Costantinopoli alla zia, l’imperatrice Berta di Sulzbach, e al marito Manuele Comneno, in cui della battaglia di Flochberg contro Guelfo I di Toscana. In quel periodo il castello era un castello imperiale.
(Enrico Berengario Hohenstaufen)
Nel 1299 il castello fu dato in pegno ai conti di Oettingen dal re Alberto I della casa degli Asburgo. Re Corrado IV dimorò nel 1239 nel castello di Harburg. L’imperatore Sigismondo ha confermato il pegno nel 1418 come proprietà dei conti di Oettingen. Dopo l’estinzione della linea protestante di Oettingen-Oettingen, nel 1731 il castello di Harburg passò alla linea cattolica di Oettingen-Wallerstein. Dal 2000, il castello appartiene alla fondazione culturale del Principe di Oettingen-Wallerstein.

## Descrizione
Il castello principale è circondato da una cinta muraria con sei torri, che è annoverato tra i più antichi edifici. Comprende l'abitazione del castellano (oggi hotel e ristorante), il granaio, le due torri maestre, il palazzo di residenziale, il palazzo di sala, il pozzo, l’edificio della panetteria (oggi la biglietteria) e la cappella. Un po' più in basso si trova il sagrato con gli edifici commerciali, tra cui la stalla rossa. Si dice che sia stata disegnata da Carl Spitzweg durante una visita nel 1858.

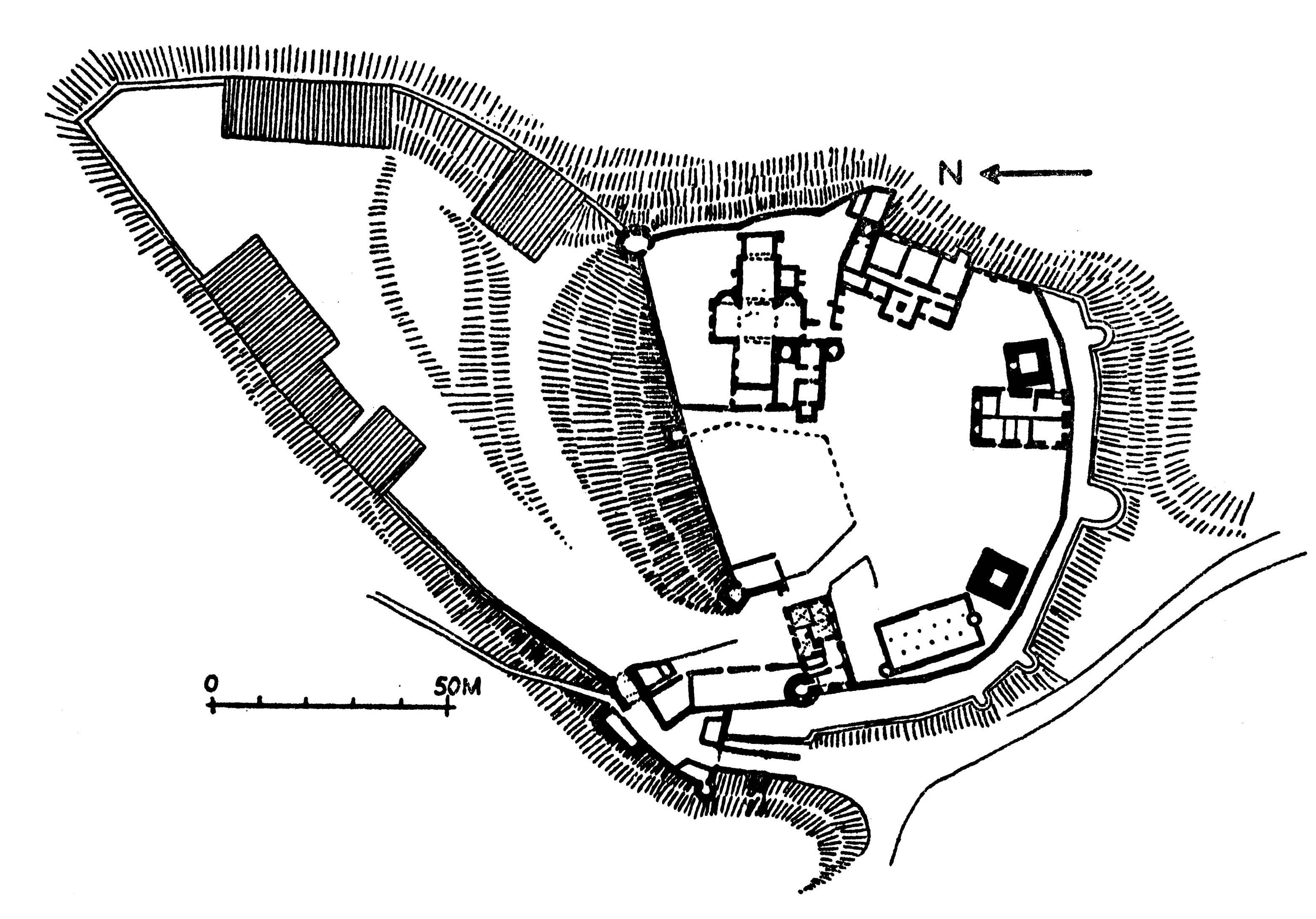
pianta del castello di Harburg

Attraverso tre porte si accede all’interno del castello. La Porta Inferiore controllava l’accesso al recinto con un ponte levatoio. Dal 1807 un ponte di pietra conduce sul fossato. Segue poi la Porta Interiore, che risale al periodo degli Svevi e che insieme alla Porta Inferiore forma un canile. Il castello principale si raggiunge attraverso la Porta Superiore, munita di una sbarra con punte in ferro sul lato interno. Poteva essere sollevato scorrevolmente a catene in due guide laterali e calato in caso di pericolo.
Sotto il principe Alberto Ernesto II di Oettingen-Oettingen (1669 – 1731), nel XVIII secolo il castello fu ampliato e trasformato in residenza. Tuttavia, solo una parte, che comprende la cappella, il palazzo residenziale e il palazzo di sala, è stata effettivamente modificata di conseguenza. Il carattere di un castello fortificato è rimasto.

## Visite
I locali del castello di Harburg possono essere visitati tutti i giorni da metà marzo all’inizio di novembre come parte di una visita guidata.

## Galleria d'immagini

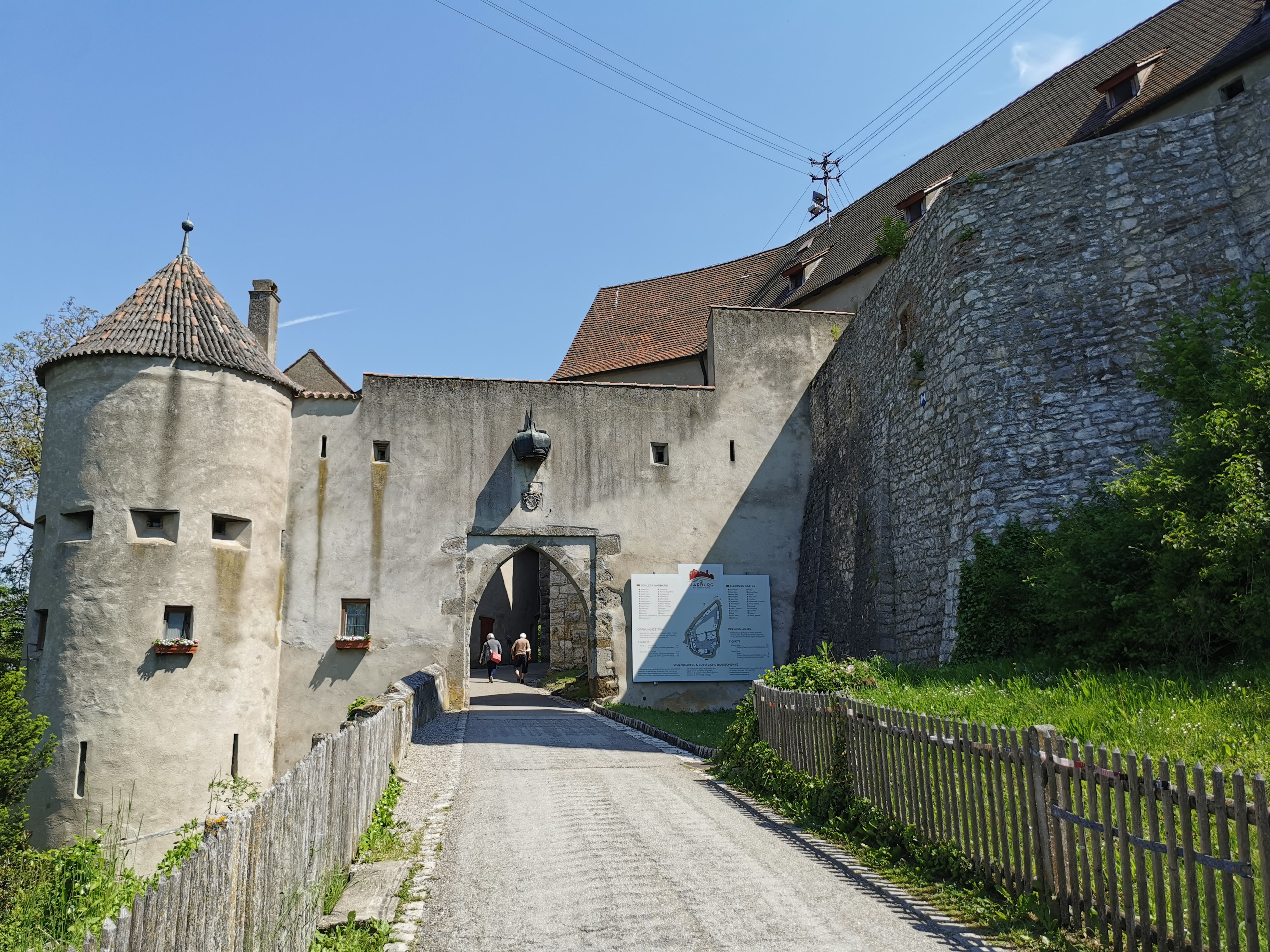
entrata
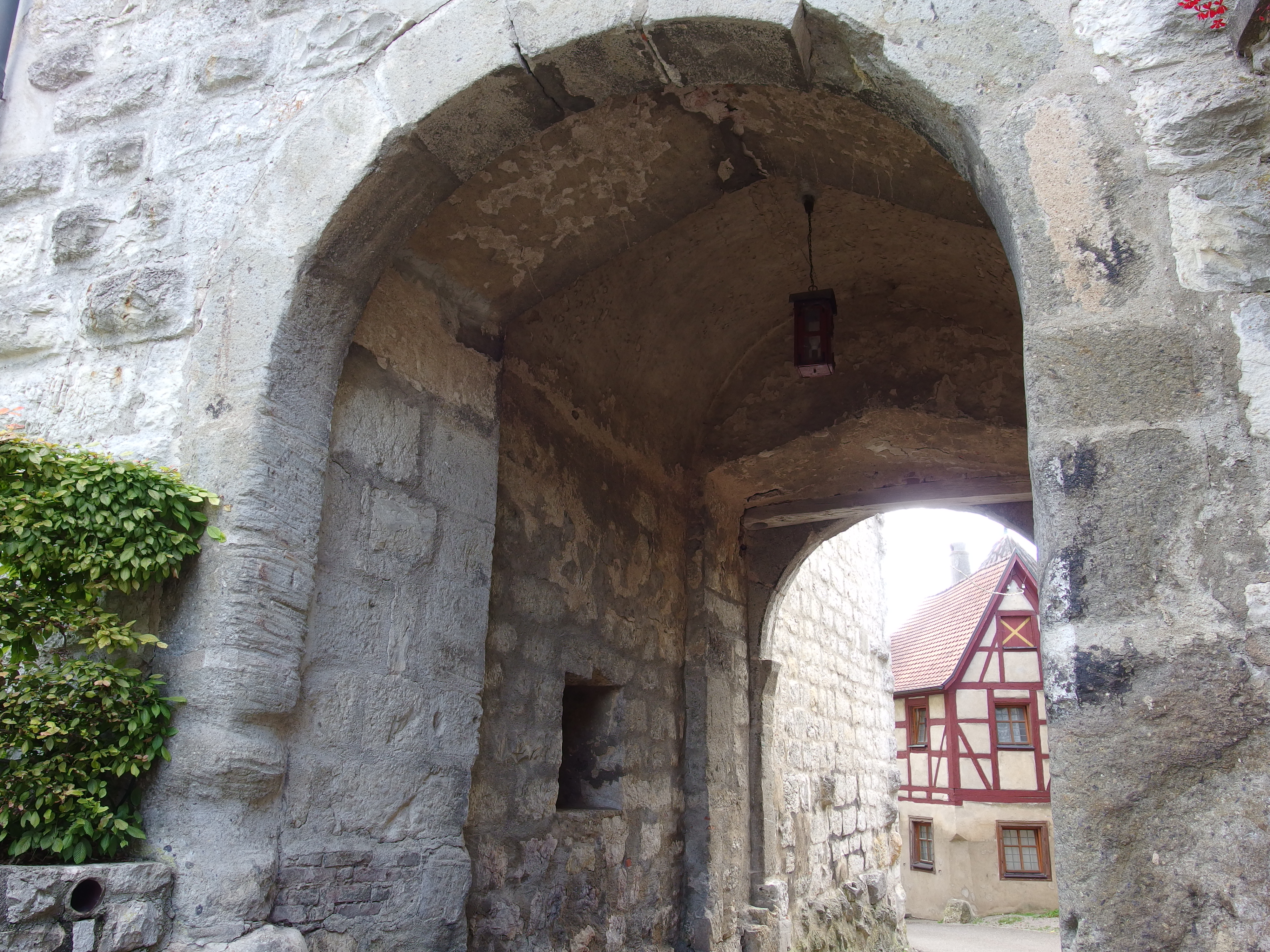
porta interiore
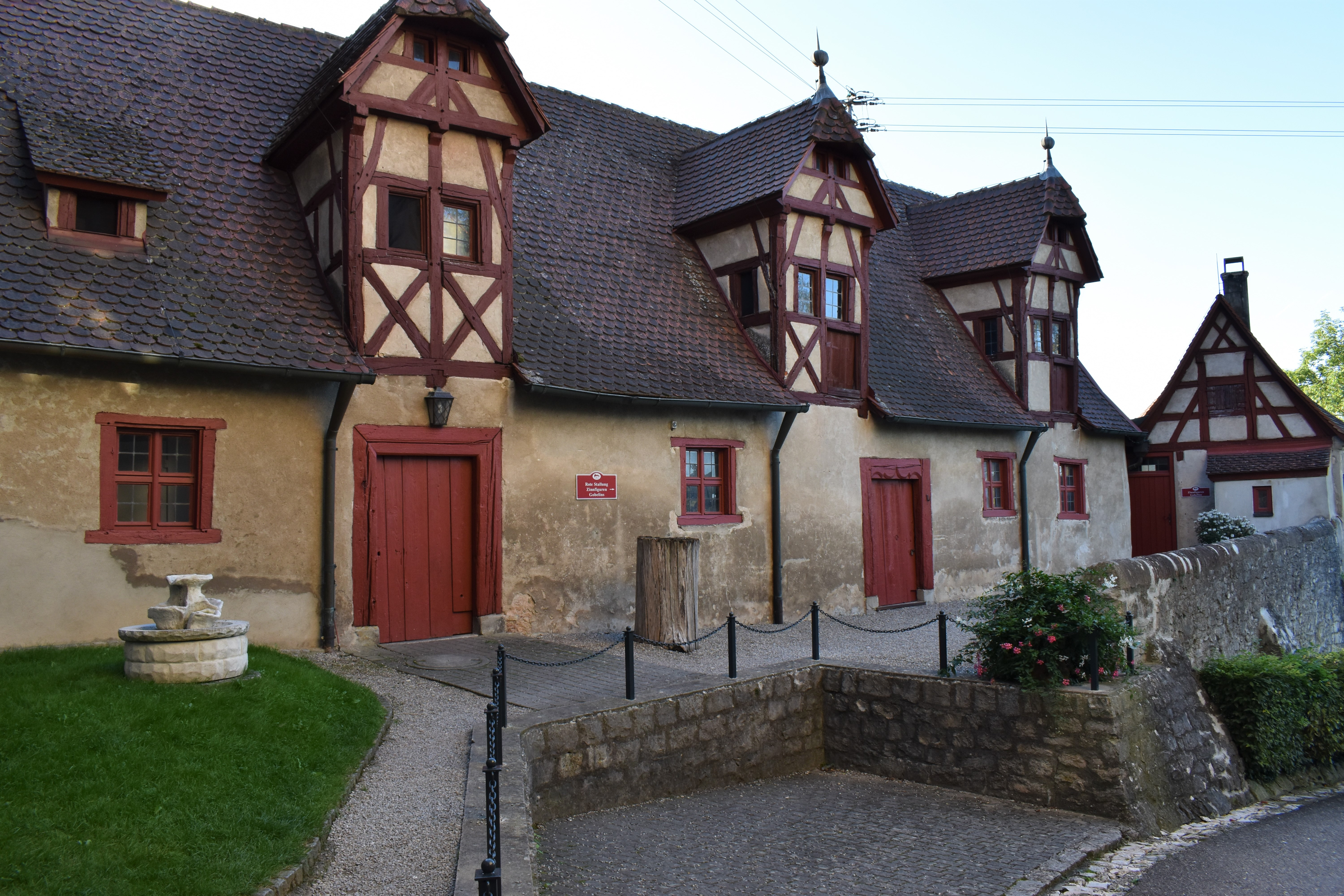
Stalla Rossa
il cortile
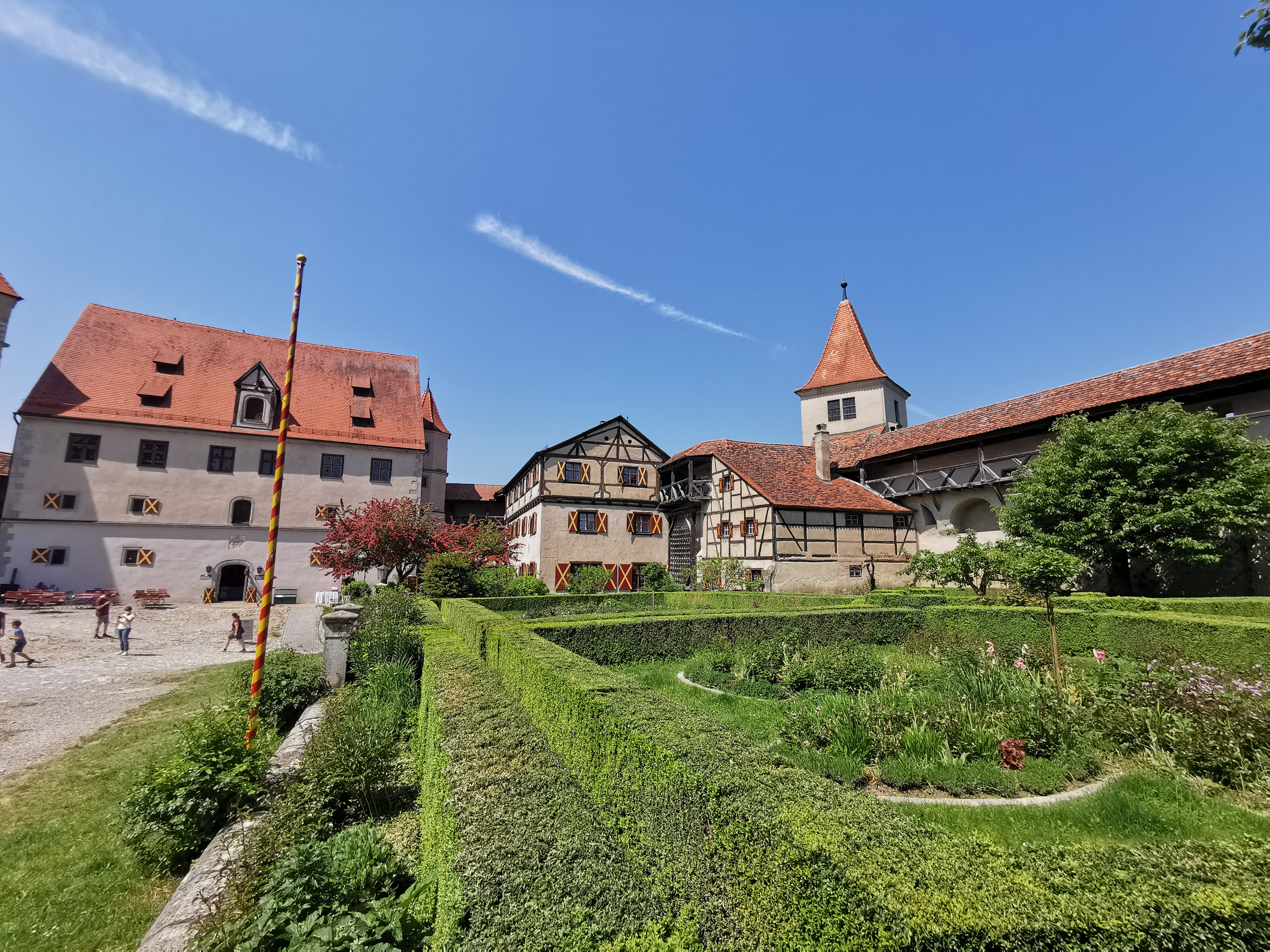
giardino del castello
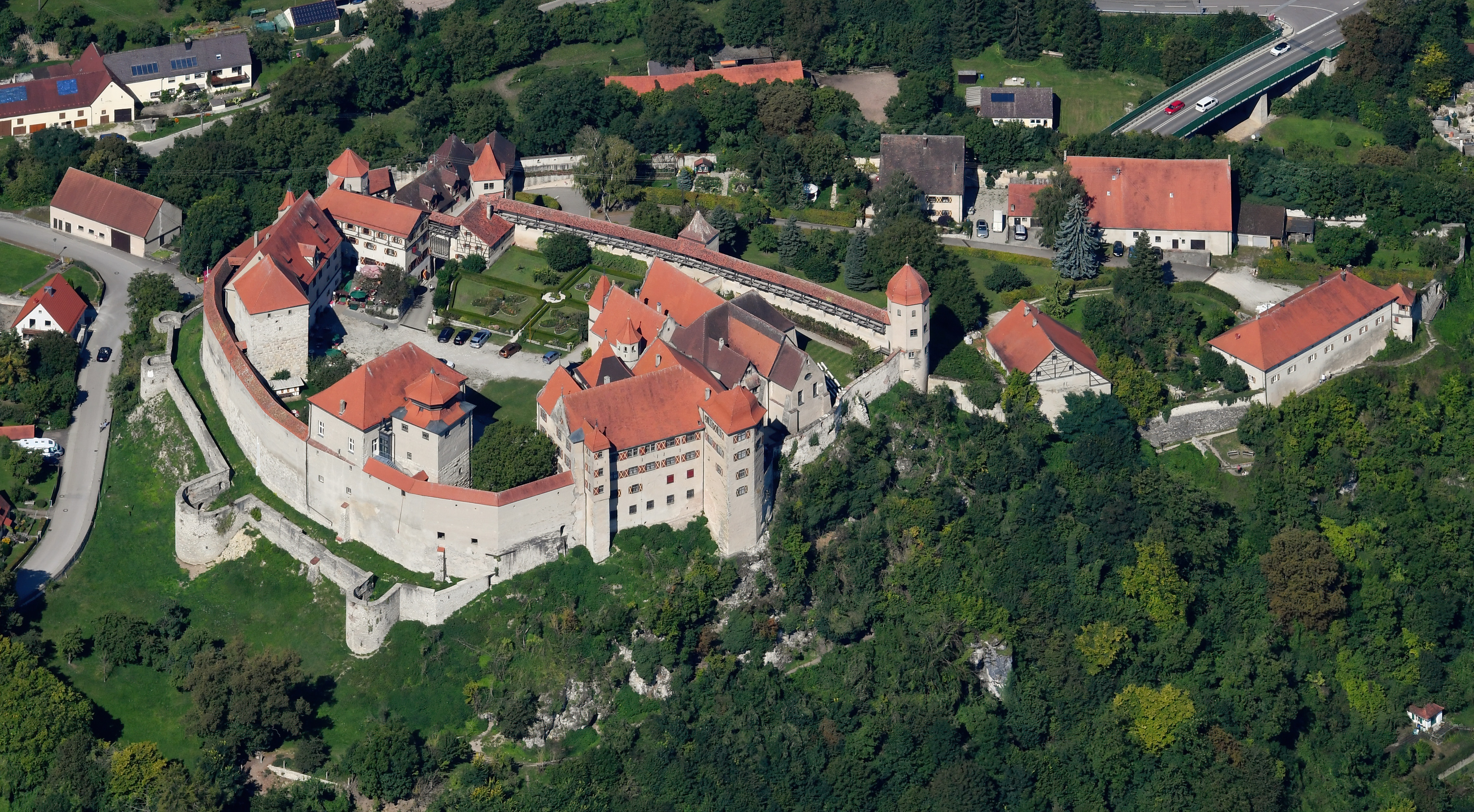
vista d’insieme